# Calamus heteroideus
Calamus heteroideus är en enhjärtbladig växtart som beskrevs av Carl Ludwig von Blume. Calamus heteroideus ingår i släktet Calamus och familjen Arecaceae. Inga underarter finns listade i Catalogue of Life.